# Días de tele
Días de tele es un programa de televisión producido por La Cooproductora y emitido por La 1 de Televisión Española. El programa en su idea principal se iba a llamar 'El día que...'. El formato se estrenó el 17 de enero de 2023.

## Formato
Julia Otero regresa a RTVE con un espacio que recuperará acontecimientos históricos, grandes eventos y momentos únicos que vimos a través de la televisión y que recordamos todos, analizará sus relaciones con la actualidad, reflexionará sobre el impacto de las noticias que han marcado los últimos 50 años y los personajes que aparecen en nuestros recuerdos, vistos desde la perspectiva actual. Será un gran show que cada semana tendrá como punto de partida un hecho o acontecimiento de gran impacto televisivo, y que nos marcó para siempre. Ese evento principal servirá de arranque para abordar otros temas que están vinculados de una manera más o menos directa con él. Y se hará desde una perspectiva actual, y desde todos los prismas: la cultura, el deporte, la moda, la educación, la economía, la igualdad, el consumo, la ciencia o el espectáculo. Para ello, contará con el análisis y la opinión de expertos, además de la presencia en plató de personajes famosos que aportarán su punto de vista sobre los temas que se traten en una charla relajada y distendida, en la que no faltarán las anécdotas personales.
Todos estos contenidos se combinarán con momentos de humor y buena música, que darán ritmo al programa a través de monólogos, actuaciones especiales o happenings en directo. También utilizaremos diferentes recursos narrativos como vídeos de homenaje, secciones con anécdotas de la tele, piezas ambientales de la época o reportajes de calle que darán ritmo y dinamismo a este gran show.

### Presentadora
| Presentador/a | Profesión  | Duración        |
| ------------- | ---------- | --------------- |
| Julia Otero   | Periodista | 2023 - presente |

### Colaboradores
| Colaborador/a         | Profesión                                               | Duración        |
| --------------------- | ------------------------------------------------------- | --------------- |
| Carolina Iglesias     | Cómica y youtuber                                       | 2023 - presente |
| José Miguel Contreras | Periodista y catedrático                                | 2023 - presente |
| Paula Púa             | Cómica y reportera                                      | 2023 - presente |
| Virginia Díaz         | Presentadora de 180 grados y Cachitos de hierro y cromo | 2023 - presente |
| Alberto Rey           | Experto de cine y series                                | 2023 - presente |
| Pepe Colubi           | Cómico                                                  | 2023 - presente |
| Mariola Cubells       | Analista de televisión                                  | 2023 - presente |
| Pablo Glez. Batista   | Periodista y guionista                                  | 2023 - presente |
| Borja Terán           | Periodista                                              | 2023 - presente |

## Invitados

### 1.ª temporada
| Invitado/a                                   | Profesión                                      | Programa |
| -------------------------------------------- | ---------------------------------------------- | -------- |
| Paco León                                    | Actor y director                               | 1        |
| Lolita Flores                                | Cantante y actriz                              | 1        |
| Arturo Valls                                 | Actor y presentador                            | 1        |
| Francisco Nicolás Gómez "El Pequeño Nicolás" | Impostor y celebridad                          | 1        |
| Rosa López                                   | Cantante                                       | 2        |
| Chanel                                       | Cantante y actriz                              | 2        |
| Francis Lorenzo                              | Actor y presentador                            | 2        |
| Lola Lolita                                  | Influencer                                     | 2        |
| Ana Milán                                    | Actriz                                         | 3        |
| Encarna Salazar                              | Cantantes e integrantes de Azúcar Moreno       | 3        |
| Toñi Salazar                                 | Cantantes e integrantes de Azúcar Moreno       | 3        |
| Petra Martínez                               | Actriz                                         | 3        |
| Daniela Blume                                | Presentadora y locutora                        | 3        |
| Loles León                                   | Actriz                                         | 4        |
| Esther Arroyo                                | Actriz y modelo                                | 4        |
| Xavi Puig                                    | Creadores de El Mundo Today                    | 4        |
| Quique García                                | Creadores de El Mundo Today                    | 4        |
| Joaquín Reyes                                | Actor y cómico                                 | 4        |
| Victoria Martín                              | Cómica y guionista                             | 4        |
| Ana Obregón                                  | Actriz, presentadora y bióloga                 | 5        |
| Vicky Martín Berrocal                        | Diseñadora de moda                             | 5        |
| Pedro Ruiz                                   | Actor y presentador                            | 5        |
| Paula Púa                                    | Cómica y guionista                             | 5        |
| Ramón García                                 | Presentador                                    | 6        |
| Elvira Lindo                                 | Escritora                                      | 6        |
| Antonio de la Torre                          | Actor                                          | 6        |
| Almudena Cid                                 | Exgimnasta y actriz                            | 6        |
| José Luis Rodríguez Zapatero                 | Expresidente del gobierno                      | 7        |
| Miriam Díaz Aroca                            | Actriz, periodista y presentadora              | 7        |
| Ferrán Adriá                                 | Cocinero                                       | 7        |
| Esperanza Aguirre                            | Política                                       | 7        |
| Alejandro Gómez Palomo                       | Modista y diseñador                            | 7        |
| Rocío Carrasco                               | Hija de Rocío Jurado                           | 8        |
| Leticia Dolera                               | Actriz y directora                             | 8        |
| Raquel Orantes                               | Hija de Ana Orantes                            | 8        |
| Jedet                                        | Modelo, cantante y vedette                     | 8        |
| Aitana Bonmatí                               | Futbolista                                     | 8        |
| Sara García                                  | Investigadora y bióloga                        | 8        |
| Amaia Salamanca                              | Actriz                                         | 9        |
| Florentino Fernández                         | Cómico, actor y presentador                    | 9        |
| Álvaro Morte                                 | Actor                                          | 9        |
| Laura Escanes                                | Modelo e influencer                            | 9        |
| Erundino Alonso                              | Concursantes de El Cazador                     | 9        |
| Paz Herrera                                  | Concursantes de El Cazador                     | 9        |
| Iñaki Gabilondo                              | Periodista                                     | 10       |
| Martina Klein                                | Modelo, presentadora y cómica                  | 10       |
| Olga Viza                                    | Periodista                                     | 10       |
| Manuel Jabois                                | Periodista                                     | 10       |
| Patry Jordan                                 | Influencer                                     | 10       |
| Luz Casal                                    | Cantante                                       | 10       |
| Joan Capdevila                               | Futbolista                                     | 10       |
| Yolanda Ramos                                | Actriz, presentadora y cómica                  | 11       |
| Javier Gurruchaga                            | Cantante, actor y presentador                  | 11       |
| David Muñoz Calvo                            | Cantantes e integrantes de Estopa              | 11       |
| José Manuel Muñoz Calvo                      | Cantantes e integrantes de Estopa              | 11       |
| Boris Izaguirre                              | Escritor, periodista y presentador             | 11       |
| Samanta Villar                               | Periodista y presentadora                      | 11       |
| Carlos Peguer                                | Podcasters y creadores de la Pija y la Quinqui | 11       |
| María de los Ángeles Maturana                | Podcasters y creadores de la Pija y la Quinqui | 11       |
| Pilar Rubio                                  | Presentadora, modelo y actriz                  | 12       |
| Miki Nadal                                   | Cómico y actor                                 | 12       |
| Juanma Castaño                               | Periodista                                     | 12       |
| Santiago Segura                              | Actor, guionista y director                    | 12       |
| Kiko Rivera "Paquirrín"                      | Cantante y celebridad                          | 12       |
| Silvia Alonso                                | Actriz                                         | 12       |
| Adriana Torrebejano                          | Actriz                                         | 12       |
| Rosa Villacastín                             | Periodista                                     | 12       |
| Maribel Verdú                                | Actriz                                         | 13       |
| Xavier Sardà                                 | Periodista y presentador                       | 13       |
| Sebastián Álvaro                             | Escritor                                       | 13       |
| José Antonio Ponseti                         | Periodista                                     | 13       |
| Vicco                                        | Cantante                                       | 13       |

## Temporadas y episodios
| Temporada | Temporada | Episodios | Estreno             | Final               | Audiencia media |
| --------- | --------- | --------- | ------------------- | ------------------- | --------------- |
|           | 1         | 13        | 17 de enero de 2023 | 12 de abril de 2023 | 757 000 (8,0%)  |

### Temporada 1: Días de tele (2023)
| Programa | Título                                                     | Día de emisión        | Audiencia         |
| -------- | ---------------------------------------------------------- | --------------------- | ----------------- |
| 1        | El día que nos la colaron por primera vez                  | 17 de enero de 2023   | 1 095 000 (11,5%) |
| 2        | El día que los jóvenes por fin triunfaron                  | 24 de enero de 2023   | 740 000 (7,7%)    |
| 3        | El día que la tele perdió la virginidad                    | 1 de febrero de 2023  | 691 000 (7,5%)    |
| 4        | El día que todos nos reímos a la vez                       | 8 de febrero de 2023  | 718 000 (7,8%)    |
| 5        | El día que nos fuimos de boda                              | 15 de febrero de 2023 | 558 000 (6,2%)    |
| 6        | El día que vimos la tele en familia                        | 22 de febrero de 2023 | 691 000 (7,5%)    |
| 7        | El día que España se abrió al mundo                        | 1 de marzo de 2023    | 677 000 (7,4%)    |
| 8        | El día que la mujer alzó la voz                            | 8 de marzo de 2023    | 854 000 (6,8%)    |
| 9        | El día que la tele nos podía cambiar la vida               | 15 de marzo de 2023   | 602 000 (6,6%)    |
| 10       | El día que la televisión hizo historia                     | 22 de marzo de 2023   | 558 000 (6,7%)    |
| 11       | El día que la televisión se hizo moderna                   | 29 de marzo de 2023   | 927 000 (9,7%)    |
| 12       | El día que la televisión nos enseñó el valor de la amistad | 5 de abril de 2023    | 1 033 000 (11,1%) |
| 13       | El día que decidimos ser aventureros                       | 12 de abril de 2023   | 703 000 (7,6%)    |